# Kelheim (Schiff, 2015)
Die  Kelheim  ist ein Tagesausflugsschiff der Personenschiffahrt Stadler GmbH mit Heimathafen Kelheim.
Das Schiff wird seit 2016 im Ausflugsverkehr auf Donau und dem Main-Donau-Kanal eingesetzt. Fahrtgebiet ist bevorzugt die Donaustrecke zwischen Kelheim und Kloster Weltenburg, der sogenannte Donaudurchbruch, und die Strecke von Kelheim bis Riedenburg im Tal der Altmühl.

## Technik
Das Schiff hat eine Länge von 49,90 Metern, ist 10,10 Meter breit und hat einen Tiefgang von 0,80 Metern. Als Hauptmaschinen sind zwei Motoren mit je 212 Kilowatt von Volvo verbaut worden. Der Antrieb erfolgt durch zwei Schottel-Propeller vom Typ STP 320. Das elektrische Bordnetz wird von zwei Generatoren mit je 139 kVA gespeist, die durch Dieselmotoren angetrieben werden. Um bei Niedrigwasser (Pegelstand von 2,25 Metern) und auch bei Hochwasser (5,10 m) einsatzfähig zu bleiben, wurde ein sehr geringer Tiefgang gewählt in Kombination mit einem absenkbaren Steuerhaus.
Das Schiff ist für maximal 540 Fahrgäste zugelassen. Im geschlossenen Hauptdeck stehen mit loser Bestuhlung 200 Plätze zur Verfügung. Das Freideck mit absenkbarem Sonnensegel verfügt über 300 Plätze. Durch schwellenlosen Zugang zum Hauptdeck und Aufzug zwischen Haupt- und Freideck ist das Schiff nahezu „barrierefrei“.

## Geschichte
Die Kelheim wurde als Neubau unter der Baunummer 208 bei der Lux-Werft in Niederkassel am Rhein gebaut und am 20. März 2016 bei der Personenschiffahrt Stadler in Dienst gestellt. Der Stapellauf erfolgte am 25. November 2015 nach einem knappen Jahr Bauzeit. Nach achttägiger Überführungsfahrt kam das Schiff am 22. Dezember 2015 in seinem Heimathafen Kelheim an.

### Vorgängerin und Nachfolgerin
Die Kelheim von 2015 ist das dritte Schiff des Betreibers mit diesem Namen. Vorgänger war die ebenfalls von der Lux-Werft gebaute Kelheim (1979), die 2015  an die Mosel verkauft wurde und dort als Bernkastel in Fahrt ist. Deren Vorgängerin war die 1958 von der Schiffswerft Christof Ruthof in Regensburg gebaute Kelheim.